# Jeszenák János
Királyfiai báró Jeszenák (IV.) János (Pozsony, 1800. január 22. – Pest, 1849. október 10.) politikus, kormánybiztos, főispán, az 1848–49-es forradalom és szabadságharc vértanúja, evangélikus egyházkerületi felügyelő, Esterházy János dédapja.

## Családja
Családja a Pozsony vármegyei Somorja mellett fekvő Királyfia helységből írta előnevét, ahol még az 1800-as években is voltak birtokai. Apja (III.) János, az evangélikus egyház felügyelője volt, 1808-ban könyveit és "földabrosz" gyűjteményét a nemzeti múzeumnak adományozta. Egy Lujza nevű húga volt. (született 1803), aki gróf Teleki Sámuelhez ment férjhez. 
Jeszenák János felesége gróf Forgách Alojzia volt (született 1810-ben). Öt gyermekük született: János császári- és királyi huszárfőhadnagy lett, Sándor 21 évesen, Béla pedig alig néhány évesen meghalt, így a család fiú ágon kihalt. Leányai Lujza (Draskóczi Gyuláné) és Gizella voltak. Gizella Esterházy István gróffal (1822–1899) kötött házasságot, aki a szabadságharc alatt honvédkapitányként szolgált, majd országgyűlési képviselő és végül Pozsony megye főispánja (1875–1889) lett. E családi ág révén Jeszenák János dédunokája a magyar mártír politikus Esterházy János.

## Életpályája
Iskoláit Pozsonyban végezte, majd kétéves külföldi utazásra indult: Olaszországba, Franciaországba és Angliába is ellátogatott. Londoni tartózkodása során, 1821. július 19-én részt vett IV. György király koronázásán herceg Esterházy Pál Antal nagykövet, későbbi magyar külügyminiszter kíséretében.
Mivel nem vonzódott a hivatali munkához, 1822-ben Nyitrán átvette apja szeniczei birtokát, ott gazdálkodott, ahol jobbágyaival családias környezetben élt. Részt vett a Nyitra megyei gyűléseken, itt az ellenzékhez csatlakozott. Felfogása alapvetően Széchenyi István gondolataihoz állt közel, sőt levelezésben is állt a gróffal.
A nyitrai evangélikus esperesség főfelügyelője, majd 1841-től gróf Zay Károly helyében az evangélikus és iskolák Dunán inneni Egyházkerület felügyelője volt. Ezt a tisztségét egészen haláláig töltötte be. A reformkor jelentős országgyűlésein a főrendi tábla ellenzéki tagjaként vett részt, itt többek között támogatta Széchenyi gondolatát a Buda és Pest között építendő hídról, vagy a rendek javaslatát a Nemzeti Múzeum új épületéről, majd felkarolta a Védegylet ügyét is. 1839/1840-ben került közelebbi ismeretségbe Batthyány Lajos gróffal, valószínűleg ettől kezdve romlott meg kapcsolata Széchenyivel.
1848-ban, mint megbízható reformellenzékit Szemere Bertalan belügyminiszter javaslatára Nyitra vármegye főispánjává, majd teljhatalmú kormánybiztosává és a felvidéki felkelők ellen küzdő csapatok kormánybiztosává nevezték ki. Kormánybiztosként az ő érdemének tekinthető, hogy sikerült kivédeni az 1848. szeptemberi szlovák felkelést: szeptember 26-án Szenicénél, majd szeptember 28-án Ótura és Miava között a mozgósított nemzetőrök és a 34. (Porosz herceg) gyalogezred két százada súlyos vereséget mért a felkelőkre.
Ugyancsak Jeszenák tevékenységének köszönhető, hogy Lipótvár magyar kézen maradt: a hezitáló Karl Bibra ezredessel és az itt állomásozó négy román határőrszázaddal szemben keményen lépett fel, ami 1848. október 16-án a magyar lobogó kitűzéséhez vezetett. A vár így 1849. februárjáig tartotta magát.
Ezt követően jelentős erőket igyekezett kiállítani a Morvaországból betörő Balthasar Simunich altábornagy csapatai ellen, azonban december 16-án a nagyszombati ütközetben a magyar seregek döntő vereséget szenvedtek és a cs. kir. altábornagy december 20-án megkezdte Lipótvár ostromát. Jeszenák előbb Érsekújvárra húzódott vissza, majd 1849 januárjában a komáromi erődbe tette át székhelyét. 1849 júliusában csatlakozott a Görgey Artúr vezette feldunai hadsereghez és azzal együtt vonult Aradra. Végül az augusztus 13-i fegyverletétel során esett orosz fogságba és a többi magyar politikussal együtt adták át az osztrákoknak.
Kifejtett munkásságáért a forradalom és szabadságharc bukása után a vérbíróság halálra ítélte, és Pesten, 1849. október 10-én, Csány László kormánybiztossal együtt végezték ki.

## Emlékezete
- Nevét utca őrzi Budapesten, a XIV. kerületben.

## Sírverse

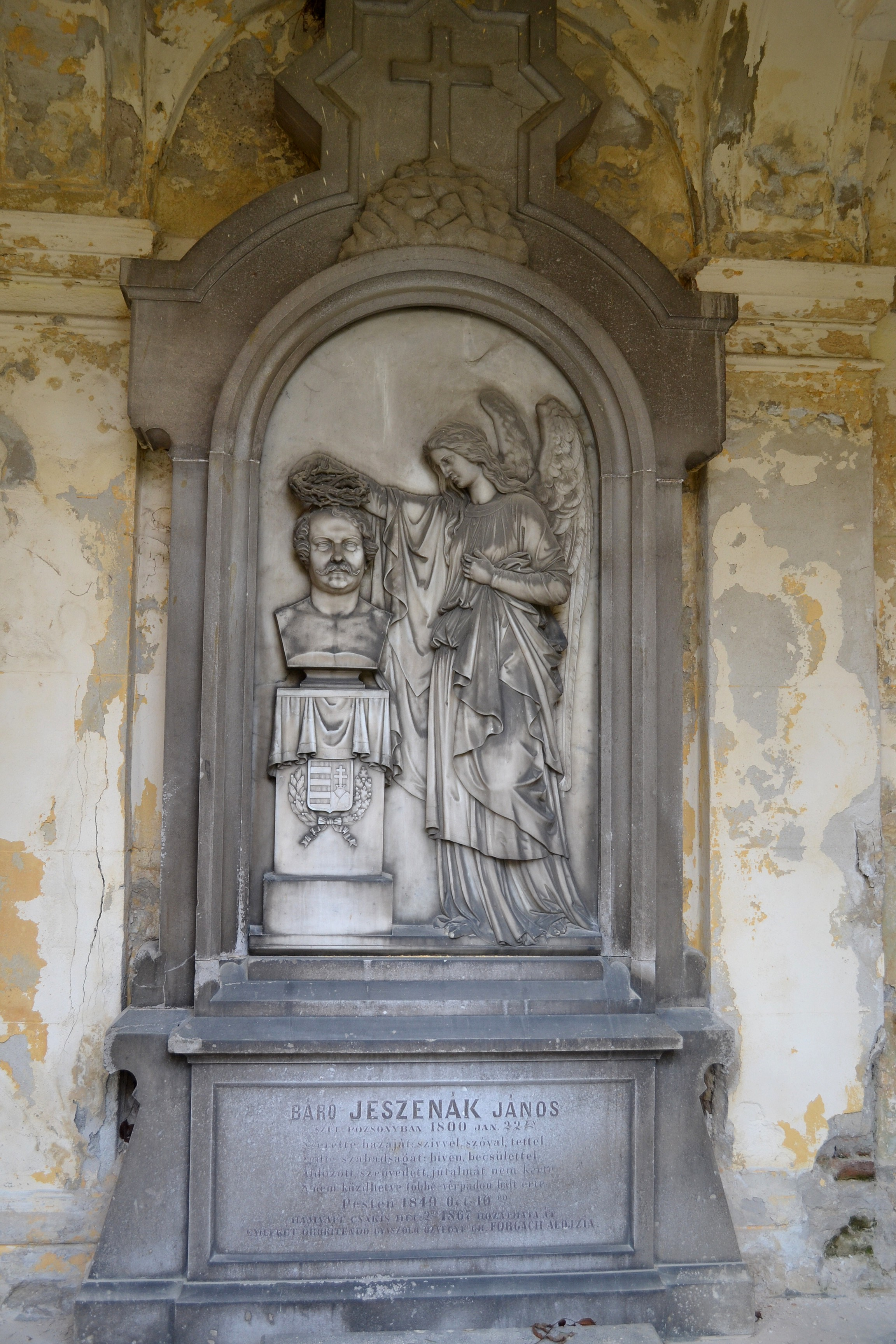
Jeszenák János síremléke a pozsonyi ev. temetőben. A síremlék Alexy Károly alkotása.

Gyulai Pál költő az alábbi verssel emlékezett meg Jeszenák Jánosról 1869-ben:
B. Jeszenák János sírkövére
Szerette hazáját

Szívvel, szóval, tettel,

Védte szabadságát

Híven, becsülettel.

Áldozott, szenvedett.

Jutalmát nem kérte,

S nem küzdhetve többé,

Vérpadon halt érte.

## Idézetek
Kivégzése előtti utolsó gondolatait Székács József evangélikus lelkész jegyezte fel:
"Én nem magamat sajnálom, hanem Önöket, én szabad leszek, ha kivégeznek, Önökre halálig tartó, 's a hazára örökös rabság vár."
"Ön hivatva lesz rólam, s végső órámról tanúságot tenni a haza előtt. Mondja meg azoknak, akiket illet, hogy én azt, amit tettem halálom óráján sem bántam meg; hogy egyet sem tagadtam meg azon elvek közül, melyekért nemzetem annyi áldozattal és vérontással küzdött."
További gondolatai:
"Egyébiránt én azon hitben halok meg, hogy a haza sorsa jobbra fordul, mert Európában fel kell a lelkiismeretnek ébrednie, s ez a külső nemzeteket kényszeríteni fogja megtenni nemzetünkért azt, mit ezúttal vagy meg nem tehettek, vagy megtenni elmulasztottak."
"Gyermekimnek atyai áldásomat küldöm, s azon kérelmemet, hogy maradjanak meg az erény útján. Ha lehet, alkalmazzák nézeteiket az uralkodó nézetekhez; de ha ki nem békölhetnek velök, vonuljanak vissza, s őrizzék meg lelköknek nyugalmát."